# کفنرود
کفنرود (به آلمانی: Kefenrod) یک شهر در آلمان است که در وتراوکرایس واقع شده‌است.